# Comté de Skamania
Le comté de Skamania (en anglais : Skamania County) est un comté de l'État américain de Washington. Il est situé au sud-ouest de l'État, à la frontière avec l'Oregon, sur le fleuve Columbia. Son siège est Stevenson. Selon les estimations de 2021, sa population s'élève à 12 170 habitants.

## Histoire
Établi en 1854 par la législature d'État de Washington à partir du comté de Clark voisin, le comté de Skamania est nommé d'après le terme chinook sk'mániak, traduisible par « eaux rapides », en référence à l'hydrologie de la région.

## Géolocalisation
|                             | Comté de Lewis               | Comté de Yakima    |
| Comté de Clark              | comté de Skamania            | Comté de Klickitat |
| Comté de Multnomah (Oregon) | Comté de Hood River (Oregon) |                    |